# 李賽兒
李赛儿（？—1365年），元朝女性人物，房山人，王士明的妻子。
至正二十五年，孛罗帖木儿的部将竹贞军至房山县，李赛儿及其女儿李家奴都被擒获。王士明随至军中，士兵将他逐出。李赛儿对其女儿说：“你父亲既为军兵所逐，我和你必不得逃脱。与其受辱，不如赴死。”女儿说：“母亲先杀我。”李赛儿即用军所给镮刀杀其女李家奴，然后自杀。竹贞听说后，为她葬祭，在其门上写“王士明妻李氏贞节之门”。有司上奏此事，朝廷为他树碑。